# Grignon (Sabaudia)
Grignon – miejscowość i gmina we Francji, w regionie Owernia-Rodan-Alpy, w departamencie Sabaudia.
Według danych na rok 1990 gminę zamieszkiwało 1610 osób, a gęstość zaludnienia wynosiła 173 osób/km² (wśród 2880 gmin regionu Rodan-Alpy Grignon plasuje się na 531. miejscu pod względem liczby ludności, natomiast pod względem powierzchni na miejscu 1175.).
Przez gminę przepływa rzeka Isère. 